# Tramwaje w Madrasie
Tramwaje w Madrasie − zlikwidowany system komunikacji tramwajowej w indyjskim mieście Madras (ob. Ćennaj), działający w latach 1895–1953.

## Historia
Początki tramwajów w Madrasie sięgają 1895, kiedy to 7 maja uruchomiono pierwsze tramwaje elektryczne w mieście. W kolejnych latach sieć tramwajową rozbudowywano i w 1921 w mieście było 21 km tras tramwajowych po których kursowało 97 tramwajów. Tramwaje zlikwidowano 12 kwietnia 1953. 
System tramwajów elektrycznych w Madrasie był pierwszym na terenie dzisiejszych Indii.